# DDX59
Helicase RNA phụ thuộc ATP khả năng có DDX59 (tiếng Anh: Probable ATP-dependent RNA helicase DDX59) là enzyme ở người được mã hóa bởi gen DDX59.